# Ochrona praw konsumenta
Ten artykuł należy dopracować:

przedstawiono sytuację tylko z unijnej perspektywy – artykuł powinien być przekrojowy.
Pomóż go poprawić. Na stronie dyskusji mogą znajdywać się pomocne komentarze.
Ochrona praw konsumenta – prawo konsumenta indywidualnego, a także konsumentów zbiorowych, zawarta przede wszystkim w krajowych porządkach prawnych, a także w prawie Unii Europejskiej, mająca na celu ochronę praw osoby fizycznej, która dokonuje czynności prawnej nie związanej bezpośrednio z jej działalnością gospodarczą lub zawodową.

## Rozwój prawa ochrony konsumenta w Europie
Pierwsze wzmianki o ochronie konsumenta zawierał Traktat Rzymski, jego regulacje dotyczyły swobody przepływu towarów, osób, usług oraz konkurencji w ówczesnej wspólnocie europejskiej. Pierwszym programem ochrony konsumenta było EWG podpisane w 1975 roku. Kolejnym etapem rozwoju tych praw było przyjęcie w 1981 roku przez Radę Europy programu „polityki informowania i ochrony konsumentów”, który intensyfikował działania poprzedniego programu w kierunku ochrony konsumenta. Programy te nie posiadały mocy wiążącej, były tylko porozumieniem członków wspólnoty. W opisywanej dziedzinie dużo zmienił Jednolity Akt Europejski (JAE) przyjęty w roku 1986, który nie wpłynął bezpośrednio na ochronę praw konsumenta, lecz pozwolił przyśpieszyć ujednolicenie praw, poprzez zmianę systemu głosowania w Radzie Europy. JAE nakładał także obowiązek wysokiej ochrony praw konsumenta, co nadało sprawie nowej dynamiki, poprzez dopuszczenie rozporządzeń do katalogu środków prawnych. Uznanie ochrony konsumenta za jeden z wielu obszarów zainteresowania nastąpiło dopiero z chwilą wejścia w życie Traktatu z Maastricht, na mocy którego nastąpiło podniesienie ochrony konsumenta do rangi zasadniczych intencji Wspólnoty Europejskiej. Traktat wpływał znacząco na możliwość rozwoju prawa konsumenckiego, umożliwiając mu autonomiczny rozwój jako cel całej wspólnoty, a nie tylko jako części regulacji wewnętrznego i wspólnego rynku. Ochrona konsumentów w zakresie usług finansowych, pojawia się pierwszy raz w latach 1996–1998, w związku z powstaniem wewnętrznego rynku, oraz szybkim rozwojem instytucji finansowych w Unii Europejskiej.
Następną znaczącą kodyfikacją prawa ochrony był Traktat Amsterdamski, który wszedł w życie w roku 1999 i rozszerzał prawa konsumenta o prawo do informacji, edukacji i organizowania się w celu ochrony interesów własnych. Kolejny program ochrony przyjęty przez Komisję Europejską na lata 1999–2001 obejmował natomiast większe uznanie dla głosu konsumentów na forum UE, zapewnienie im wysokiego poziomu bezpieczeństwa i zdrowia, oraz pełne respektowanie ich interesów ekonomicznych. Podsumowanie tego planu nastąpiło w zielonej księdze o ochronie konsumenta w Unii Europejskiej wydanej w 2001 roku i obejmowała zakres ochrony konsumenta na wewnętrznym rynku Unii Europejskiej. Kolejny europejski plan na lata 2002–2006 cechował się włączeniem organizacji konsumenckich w realizację celów Unii, oraz coraz efektywniejszym wdrażaniem przepisów prawnych służących ochronie konsumenta. W roku 2005 Komisja Europejska przyjęła kolejny program mający na celu zapewnienie wysokiego poziomu ochrony wszystkich konsumentów, zwiększenie umiejętności mieszkańców UE do podejmowania korzystnych decyzji oraz zwiększenie możliwości konsumentów do promowania swoich interesów samodzielnie. Kolejne dyrektywy i rozporządzenia z lat 2004–2006 przynosiły konsumentom kolejno lepszą współpracę organów krajowych odpowiedzialnych za prawa konsumenta z organami unijnymi, przeciwdziałanie oszukańczym i agresywnym praktykom stosowanym przez przedsiębiorstwa, a także ochronę przed reklamami porównawczymi i wprowadzającymi w błąd.

## Unijne prawa konsumenta
Indywidualne prawa konsumenta obejmują:
- zakaz nieuczciwych praktyk handlowych
- ograniczenie spamu i telemarketingu
- prawo równości stron umowy, i równości odstąpienia od niej
- klauzule niedozwolone w umowach
- zakaz reklamy wprowadzającej w błąd oraz agresywnych praktyk handlowych i agresywnej sprzedaży obwoźnej
- ochronę interesów w podróży
- ochronę interesów korzystania z telefonii transgranicznej – roaming.

Ochrona praw konsumenta w Polsce opiera się na prawach unijnych, które nie są jednak w pełni wykorzystywane. Regulacje można podzielić na te, które wynikają z:
1. Acquis
2. Regulacji rynku i konkurencji
3. Specjalne regulacje ochrony konsumenta.

W każdym państwie członkowskim te regulacje występują jednakowo i są stosowane bezpośrednio.

### Polskie prawo ochrony konsumenta
Zaczęto je dostosowywać do norm unijnych w 2000 roku, kiedy to Sejm uchwalił ustawę z dnia 2 marca 2000 r. o ochronie niektórych praw konsumentów oraz o odpowiedzialności za szkodę wyrządzoną przez produkt niebezpieczny. 12 grudnia 2003 r. została przyjęta ustawa o ogólnym bezpieczeństwie produktów, a w roku 2007 Sejm uchwalił nową ustawę o ochronie konkurencji i konsumentów.
W Polsce, jako organy wyspecjalizowane w ochronie konkurencji i konsumenta działają urzędy antymonopolowe:
1. Urząd Ochrony Konkurencji i Konsumentów
2. Urząd Komunikacji Elektronicznej
3. Urząd Regulacji Energetyki.

Ważnym elementem ochrony są także klauzule wymienione w art. 3851 kodeksu cywilnego, które zawierają klauzule uznane za niedozwolone przez sąd ochrony konkurencji i konsumentów SOKiK. Do SOKiK wnosi się odwołania od decyzji prezesa UOKiK. Mechanizm sądowy dotyczy głównie przedsiębiorców, a konsumentowi indywidualnemu przysługuje droga postępowania sądowego, lub skarga do organów administracji publicznej.
Jedynym publicznym organem ochrony indywidualnych praw konsumenta są Rzecznicy Praw Konsumenta, lecz ich zaangażowanie i efektywność jest niska. Instytucja ta jest mało widoczna w społeczeństwie, oraz nie propagowana przez organy państwowe. Także liczba rzeczników pozostaje w dużej dysproporcji z liczbą naruszeń praw konsumenta.
W Polsce istnieją prawne podstawy dla rozwoju ruchu konsumenckiego, bardzo aktywnie działają różne stowarzyszenia konsumenckie, takie jak: Stowarzyszenie Konsumentów Polskich, czy Federacja Konsumentów, które współpracują z administracją publiczną.

### Instrumenty ochrony praw konsumenta w Unii
Ochrona praw konsumenta została zawarta w art. 169 TFUE, który mówi, że Unia dążąc do popierania interesów, i wysokiego poziomu ochrony konsumenta, przyczynia się do bezpieczeństwa i wspierania interesów gospodarczych. Istotnymi instrumentami ochrony są także rozporządzenia oraz dyrektywy konsumenckie, zapewniające wspólny wysoki poziom ochrony konsumenckiej pod względem bezpieczeństwa ekonomicznego dla wszystkich obywateli UE.
W Unii Europejskiej strukturami ochrony są głównie jej komisje, wśród których najważniejszą jest Dyrekcja Generalna do spraw ochrony zdrowia i konsumentów (ang. Directorate General Helth and Consumers), oraz mechanizmy możliwości składania skarg, czy petycji do poszczególnych struktur UE. Istotne są także, mechanizmy reprezentacji konsumentów, takie jak:
- Europejskie Biuro Stowarzyszeń Konsumenckich The European Consumer Organisation (BEUC)
- Europejska Wspólnota Towarzystw Konsumenckich Eurocoop[14]
- Europejski Instytut Regionalnych Organizacji Konsumenckich (IEIC).

Unia Europejska promuje również administracyjną ochronę konsumenta oraz pozasądowe sposoby ochrony praw. Wobec tej promocji powołano między innymi: Europejską Sieć Konkurencji ECN, czy sieć Consumer Protection Cooperation CPC, do której należą instytucje publiczne między innymi Prezes Urzędu Ochrony Konkurencji i Konsumentów.